# Flavina
La flavina (7,8-dimetil-isoaloxazina) és una base nitrogenada la cadena principal de la qual és una substància heterocíclica nitrogenada de tres anells i dos grups oxo, coneguda com a isoaloxazina. El seu nom prové del llatí flavus (groc), ja que en la seva forma oxidada és groga (i en la seva forma reduïda és incolora).
El grup flavina és el nom comú d'un grup de compostos orgànics basats en la pteridina, la font bioquímica és la vitamina riboflavina.

Isoaloxazina.

Els nucleòtids de flavina intervenen en moltes reaccions metabòliques d'oxidació-reducció per transferència d'hidrogen (deshidrogenació). Això és pòssible gràcies a la seva capacitat de reduir-se captant hidrogen en els seus nitrogens 1 i 5 (reacció d'addició):
Exemple: FAD + 2H+ + 2e- ⇔ FADH₂

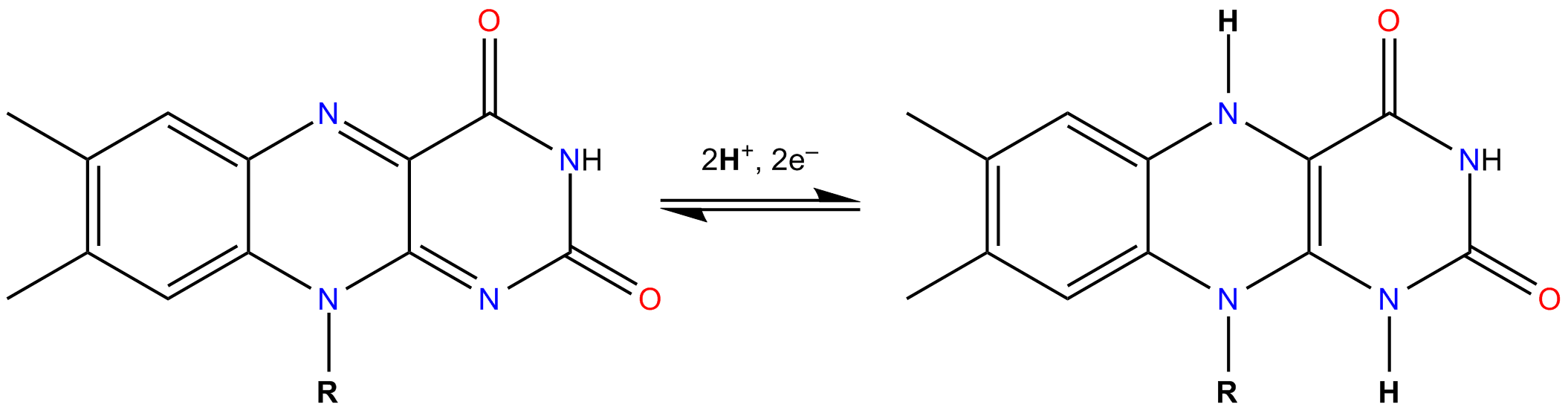
Equilibri químic entre la forma oxidada (esquerra) i la forma reduïda (dreta) de la flavina.

Les seves formes més comunes són com nucleòtid lliure(FMN), en la Cadena de Transport Electrònic Mitocondrial, o bé unida pel grup fosfat a un nucleòtid d'Adenina (FAD).
En el nucleòid riboflavina, o vitamina B₂, la flavina està unida a una unitat de (1,2,3,4,5-pentanopentol), el qual s'obté a través de la modificació del grup aldehíd d'una ribosa lineal.

Riboflavina (vitamina B₂).

El 1937, Paul Karrer rebé el Premi Nobel de química per les seves investigacions sobre els carotenoids, flavines i la vitamina A i vitamina B₂.